# Robert Kaliňák
Robert Kaliňák, né le 11 mai 1971 à Bratislava (Tchécoslovaquie), est un homme politique slovaque, membre de Direction - Social-démocratie (SMER-SD). Il est vice-président du gouvernement et ministre de l'Intérieur du 4 avril 2012 au 22 mars 2018 et vice-président du gouvernement, ainsi que ministre de la Défense depuis le 25 octobre 2023.

## Biographie

### Formation et vie professionnelle
Diplômé en droit de l'université Comenius de Bratislava en 1995, Robert Kaliňák s'y est spécialisé avant de passer l'examen du barreau. En 1999, après avoir été greffier pendant quatre ans, il devient avocat.

### Vie politique
Robert Kaliňák est élu pour la première fois député au Conseil national de la République slovaque en 2002.
Le 4 juillet 2006, il est nommé vice-président du gouvernement et ministre de l'Intérieur lors de la constitution du premier gouvernement du président du gouvernement social-démocrate Robert Fico. Réélu député en 2010, Robert Kaliňák est à nouveau désigné vice-président du gouvernement et ministre de l'Intérieur le 4 avril 2012, à la formation du gouvernement Fico II. Il est reconduit dans le gouvernement Fico III le 23 mars 2016.
Accusé de liens avec l'homme d'affaires douteux Ladislav Bašternák, il est une des cibles de manifestations anti-corruption à travers le pays, notamment durant l'été 2016 et à partir de mars 2017,. Des procédures de destitution engagées par l'opposition n'aboutissent pas.
Il annonce le 12 mars 2018 qu'il compte démissionner de l'ensemble de ses fonctions gouvernementales, après deux semaines de pression politique faisant suite à l'assassinat de Ján Kuciak. Il est ainsi le deuxième ministre à quitter ses fonctions en 15 jours, après le ministre de la Culture Marek Maďarič.
En septembre 2023, après que l'ancien président du gouvernement Igor Matovič, du parti conservateur OĽaNO, s'est introduit lors d'une conférence de presse organisée par SMER, au volant d'un pick-up décoré d'un slogan anti-mafia et qu'il a utilisé les haut-parleurs montés sur son véhicule pour lancer une tirade contre Robert Kaliňák qui se trouvait sur la tribune, ce dernier, furieux, est venu affronter Matovič dans son pick-up dans une bagarre à coups de poing.
Après le retour de Robert Fico au pouvoir, Kaliňák redevient vice-président du gouvernement le 25 octobre 2023 tout en obtenant le poste de ministre de la Défense.

### Implication dans l'affaire d'enlèvement Trịnh Xuân Thanh
Robert Kaliňák est soupçonné d'avoir été impliqué dans l'enlèvement de l'homme d'affaires vietnamien Trịnh Xuân Thanh pendant son mandat de ministre de l'Intérieur. Trịnh Xuân Thanh a été enlevé au zoo de Berlin en 2017 et emmené au Vietnam. Il aurait été enlevé par les services secrets vietnamiens, puis évacué de l'espace Schengen à l'aide d'un avion slovaque.